# Jevgenij Grosjev
Jevgenij Grosjev, född 3 april 1937 i Moskva, död 2013, var en sovjetisk ishockeyspelare.
Han blev olympisk bronsmedaljör i ishockey vid vinterspelen 1960 i Squaw Valley.